# Língua ronga
Ronga, também referido como xironga, chironga, shironga ou gironga, é uma das línguas originárias da província e cidade de Maputo, em Moçambique. Faz parte do ramo tsua-ronga das línguas bantas. Tem cerca de 650 mil falantes em Moçambique e 90 mil na África do Sul.
Alguns linguistas consideram que esta língua é uma forma ou dialecto da língua tsonga.
Na atualidade a língua, que já foi a mais falada na capital do país, está ameaçada pela preponderância do português e do xangana. As autoridades locais têm vindo a tomar medidas para evitar a decadência deste idioma, tornando-a língua de ensino e de trabalho. Esta língua também é conhecida como landim pelos falantes de português, uma vez que os seus falantes se referem à sua língua como xilandi.

## Escrita
A língua Ronga usa uma forma própria do alfabeto latino revisada em 1989, na qual não existem as letras F e Q, nem C isolado. Apresenta, porém, os dígrafos By, Ch, Hl, LhN’, Sv, Sw, Vh, Zv, Zw.
Missionários metodistas haviam criado em forma mais antiga que não tinha as letras F e Q, tendo diacríticos  usados em formas alternativas de N, S, Z.
| Letra:         | A | B   | C  | D | E   | G | H | I | J  | K | L | M | N | Ṅ | O   | P | R | S | Ŝ | T | U | V | W | X | Y | Z | Ẑ |
| Pronúncia IPA: | a | b~β | tʃ | d | e~ɛ | ɡ | h | i | dʒ | k | l | m | n | ŋ | ɔ~o | p | r | s | ʂ | t | u | v | w | ʃ | j | z | ʐ |

| Letra         | A | B   | By | Ch | D | E   | G | H | Hl | I | J  | K | L | Lh | M | N | Nʼ | O   | P | Ps | R | S | Sv | Sw | T | U | V | Vh | W | X | Xj | Y | Z | Zv | Zw |
| Pronúncia IPA | a | b~β | b͡ʐ | tʃ | d | e~ɛ | ɡ | h | ɸ  | i | dʒ | k | l | ʎ  | m | n | ŋ  | ɔ~o | p | p͡ʂ | r | s | ʂ  | sʷ | t | u | ʋ | v  | w | ʃ | ʒ  | j | z | ʐ  | zʷ |

## Gramática
Ronga é gramaticalmente tão similar ao tsonga em muitas maneiras que os Censos a vêm considerando como um dialeto. O sistema de classes de substantivos e suas formas verbais são quase idênticas. Sua diferença mais imediatamente visível é o fato de ter sofrido maiores influências da língua portuguesa, pelos seus falantes viverem nas proximidades da capital Maputo.